# Cao Pi
Cao Pi (Luoyang, 187 – Regno Wei, 29 giugno 226) fu sovrano del Regno Wei (Cina).
Nacque nel 187 d.C., fu il figlio secondogenito di Cáo Cāo ed il fondatore del Regno Wei; si sposò con Lady Zhen Luo ed ebbe 2 figli: Cáo Ruì e Cao Wei. Dal padre ereditò un regno molto vasto grazie al quale riuscì a mettere in difficoltà i regni confinanti di Shu e Wu, costringendo i due regni ad un'alleanza contro lo stato Wei.

## Biografia

### Gioventù e inizio di carriera
Cao Pi nacque nel 187 da Cáo Cāo e una delle sue concubine preferite, Bian. All'epoca, Cáo Cāo era ancora un comandante di cavalleria nella capitale imperiale Luoyang e nessuno si immaginava certo che di lì a poco sarebbe stato il protagonista di eventi che avrebbero cambiato il volto della Cina. Nel 190, mentre Cáo Cāo combatteva contro Dong Zhuo, che aveva preso il controllo di Luoyang, Cao Pi e sua madre vennero nascosti e non si hanno notizie della loro attività in questo periodo. Si sa che Cao Pi si sposò nel 204, a 17 anni, con Zhen Luo, ex moglie di Yuan Xi, che gli diede un figlio, Cáo Ruì, dopo soli otto mesi. Questo diede adito a speculazioni sul fatto che Cáo Ruì fosse il figlio biologico di Yuan Xi, anche se non sussistono prove a conferma di questa tesi, il che la porterebbe più ad essere un'illazione che un fatto storico.
Cao Pi "tornò alla luce" nel 211, quando divenne comandante della guardia imperiale e Vice-cancelliere, carica allora detenuta da suo padre. Suo fratello maggiore, Cao Ang, era morto precedentemente e ciò lo rendeva il primo nella linea di successione di Cáo Cāo, favorito anche dal fatto che questi aveva sposato Bian poco prima.
Tuttavia, per molti anni vi fu una contesa sul tema della successione. Infatti, benché Cao Pi fosse legalmente il suo successore, Cáo Cāo prediligeva un altro figlio avuto con Bian, Cao Zhi, famoso per il suo talento letterario. Nel 215 pareva che i due fratelli andassero d'amore e d'accordo, ma in realtà fu da quest'anno che cominciò la vera e propria lotta fra i due. Nel 216, i sostenitori di Cao Zhi riuscirono a implicare due alti ufficiali di Cao Pi, Cui Yan e Mao Jie, in un crimine che non avevano compiuto; Cui fu giustiziato e Mao deposto. Tuttavia, le cose volsero a favore di Cao Pi quando Jia Xu, consigliere e stratega di Cáo Cāo, suggerì a quest'ultimo che cambiare le regole tradizionali della primogenitura sarebbe stato assai controproducente e avrebbe generato notevoli disordini; per di più, Cao Pi stava costruendosi un'immagine agli occhi del popolo cinese, sfruttandola per screditare Cao Zhi, il quale non aveva nessuna esperienza amministrativa pratica.
Nel 217, divenuto principe di Wei, Cáo Cāo scelse Cao Pi come proprio erede designato, mettendo fine alla contesa.

### Presa del trono imperiale
Cáo Cāo morì nella primavera del 220, lasciando a Cao Pi gli incarichi di cancelliere di Han e di principe di Wei; ciò gli assicurò da una parte il controllo sul governo imperiale, dall'altro il controllo su tutte le province settentrionali cinesi.
Tuttavia, appena dopo la morte del grande condottiero, vi furono dei disordini che fecero vacillare l'autorità di Cao Pi: dapprima, le truppe della provincia Qing (odierno Shandong centrale) disertarono e smobilitarono senza permesso, lasciando Luoyang indifesa. Quindi, Cao Zhang radunò il suo esercito e giunse in città, creando il timore che volesse occuparla e prendere il potere. Avendo ricevuto notizia di tutto ciò a Yecheng, quartier generale di suo padre, Cao Pi emanò un editto a nome di sua madre, autoproclamandosi principe di Wei, senza nemmeno attendere la conferma dell'imperatore Xiang, di cui tecnicamente era ancora un sottoposto. A seguito dell'editto, nessuno osò ribellarsi apertamente.
Appena giunto al potere, Cao Pi allontanò i fratelli Cao Zhang e Cao Zhi da Xuchang ordinando loro di tornare nelle rispettive marche. In particolare, egli temeva ripercussioni da parte di Cao Zhi; per evitare qualsiasi opposizione, Cao Pi ridusse notevolmente l'estensione della sua marca e fece assassinare molti suoi assistenti, fra cui Ding Yi, suo principale consigliere militare.
Nell'inverno del 220, pochi mesi dopo la morte di Cáo Cāo, Cao Pi avanzò delle pretese sul trono imperiale e non esitò a portarle davanti all'imperatore stesso. Il sovrano fu costretto a cedere, in quanto da tempo non aveva più alcun potere effettivo, e abdicò; Cao Pi rifiutò per tre volte di assumere il titolo (un'infima cerimonia ripetuta da tutti i futuri usurpatori della storia cinese), ma infine accettò e fu incoronato imperatore, mettendo fine all'epoca della dinastia Han e imponendo la dinastia Wei. Per rimarcare l'autorità della nuova dinastia regnante, Cao Pi nominò postumi suo nonno Cao Song e suo padre Cáo Cāo imperatori, e sua madre, la principessa vedova Bian, l'imperatrice vedova. Infine, mosse la capitale da Xuchang a Luoyang, sede originale del trono imperiale. Come si conveniva ai sovrani cinesi, Cao assunse il nome di Imperatore Wen di Wei.

### Il trono conteso
Dopo che la notizia dell'incoronazione di Cao Pi e la possibilità che l'imperatore Xian fosse stato giustiziato (in realtà era divenuto duca di Shanyang) raggiunsero la provincia Yi (che incorporava i moderni Sichuan e Chongqing), Liu Bei si autoproclamò imperatore a sua volta, fondando lo Shu Han. Sun Quan, che controllava gran parte della moderna Cina sud-orientale, non assunse nessuna posizione ufficiale, continuando apparentemente a servire l'imperatore Wen.
Nel 219, Liu Bei, sapendo che non sarebbe ancora stato in grado di attaccare Cao Pi, invase la provincia Jing (odierni Hubei e Hunan), ora controllata da Sun Quan e precedentemente appartenuta allo stesso Liu. Per evitare una guerra su due fronti, Sun si sottomise all'autorità di Cao Pi e gli offrì di divenire un vassallo del Cao Wei. Liu Ye, importante stratega di Cao, gli consigliò di rifiutare e di invadere il territorio di Sun sfruttando il suo impegno sul fronte contro Liu Bei, espandendo così il territorio del Cao Wei, il che avrebbe permesso di sconfiggere lo Shu Han più facilmente in un secondo momento. Cao non tenne conto di questo suggerimento e nominò Sun principe di Wu e gli concesse le nove dignità.
La sottomissione di Sun Quan, tuttavia, non durò a lungo: dopo avere sconfitto Liu Bei nel 222, infatti, egli cominciò a staccarsi dal controllo del Cao Wei. Dopo che Cao ordinò a Sun di inviare il suo erede Sun Deng a Luoyang come ostaggio, e che Sun rifiutò, le relazioni fra i due regni si ruppero. Cao in persona si mise alla testa di una forza di spedizione che invase il Wu; Sun, in risposta, proclamò l'indipendenza del Sun Wu dal Cao Wei, proclamandosi a sua volta imperatore.
La vittoria sullo Shu Han aveva notevolmente rafforzato la morale dei soldati di Sun Quan, che combatterono strenuamente per difendere il Sun Wu e riuscirono infine a sconfiggere le truppe di Cao, le cui offensive si risolsero sempre in un fiasco. Per di più, nel 223 Liu Bei morì e il suo primo ministro, Zhuge Liang, che aveva preso il potere come reggente, si alleò con Sun Quan, costringendo Cao a ritirarsi per evitare di essere impegnato su due fronti. Esasperato dall'impossibilità di riunificare l'Impero cinese, nel 225 Cao Pi pronunciò una frase destinata a rimanere famosa negli annali della storia cinese: "Il cielo ha creato lo Yangzte per dividere il nord e il sud".

### Imperatore del Cao Wei
In quanto imperatore, Cao Pi è ricordato come un sovrano competente e moderato.
Egli pose funzionari per svolgere tutte le questioni dell'impero, costituendo un vero e proprio gabinetto governativo. Riguardo all'amministrazione dell'economia e dell'istruzione imperiali, Cao Pi seguì le linee dettate da suo padre e messe in pratica nei territori già controllati da Cáo Cāo. Di contro, Cao Pi non era affatto aperto alle critiche: chi osava criticarlo o mettere in dubbio le sue scelte veniva deposto e, nei casi peggiori (anche se rari), giustiziato.
Già dopo l'incoronazione nel 220, vi fu una problematica legata alla consorte di Cao Pi. In teoria, l'imperatrice sarebbe dovuta essere dama Zhen, sua moglie, ma per varie ragioni - a principe la contesa con la concubina preferita di Cao, Guo Nüwang -, ella perse il favore del marito. Traendo vantaggio da questa contesa, Guo speculò sul fatto che Cáo Ruì sarebbe potuto essere il figlio biologico di Yuan Xi per peggiorare le cose. Quando fu incoronato a Luoyang, Cao ordinò a sua moglie di rimanere a Yecheng, non invitandola così alla cerimonia. Ella fu notevolmente risentita di ciò e, dopo averlo scoperto, Cao si infuriò e la costrinse al suicidio nel 221. L'anno successivo, sposò Guo Nüwang, che divenne così imperatrice.
Tuttavia, ella non aveva figli. Dal momento che l'imperatrice Zhen era morta e che c'erano dei dubbi sulla parentela di Cáo Ruì, Cao Pi non lo fece suo erede al trono, ma lo nominò semplicemente principe di Pingyuan. Nonostante questo, pare che Cao non avesse considerato nessuno dei suoi figli come suo possibile erede (forse perché erano tutti troppo giovani, benché non ci siano giunte notizie sulla loro età). Nell'estate del 226, mentre era gravemente malato, Cao Pi dovette nominare Cáo Ruì suo erede al trono. A seguito della sua morte, avvenuta poco dopo, il principe Ruì ascese al trono.

## Riferimenti moderni
Cao Pi appare nel famoso videogioco della Koei ispirato al Romanzo dei Tre Regni, Dynasty Warriors; benché molti personaggi fossero stati presentati come corrotti, privi di scrupoli, crudeli e spietati, nessuno prima di Cao Pi era stato descritto veramente malvagio.
In Warriors Orochi, videogioco della Koei ambientato fra Dynasty Warriors 5 e Samurai Warriors 2, Cao Pi eredita il Cao Wei dopo l'apparente morte di suo padre e si allea con Mitsunari Ishida, combattendo al servizio di Orochi e Da Jin. Successivamente, diserta dall'esercito di Orochi dopo aver permesso a Sun Ce di fuggire. Successivamente, lui e Mitsunari scoprono che Cao Cao è ancora vivo.

## Informazioni personali
- Padre
  - Cáo Cāo
- Madre
  - Imperatrice vedova Bian
- Moglie
  - Zhen Luo, madre di Cáo Ruì e della principessa Dongxiang (204-221).
  - Imperatrice Guo Nüwang, seconda moglie (221-226).
- Concubine principali
  - Consorte Li
  - Consorte Yin, madre del principe Xie
  - Consorte Liu, figlia dell'imperatore Xian di Han
  - Consorte Liu, figlia dell'imperatore Xian di Han
  - Consorte Pan, madre del principe Rui
  - Consorte Zhu, madre del principe Jian
  - Consorte Chou, madre del principe Lin
  - Consorte Xu, madre del principe Li
  - Consorte Su, madre del principe Yong
  - Consorte Zhang, madre del principe Gong
  - Consorte Song, madre del principe Yan
- Figli
  - Cáo Ruì (曹叡), principe di Pingyuan (dal 222), erede al trono (dal 226), imperatore Ming di Wei (226-239)
  - Cao Xie (曹協), morto prematuramente, postumo duca Sang di Jing (231) e principe Ai di Zan (234)
  - Cao Ruí (曹蕤), principe di Yangping (dal 226), principe Dao di Beihai (dal 233)
  - Cao Jian (曹鑒), principe Huai di Dongwuyang (225)
  - Cao Lin (曹霖), principe di Hedong (dal 222), principe di Guantao (dal 225), principe Ding di Donghai (dal 232), padre di Cao Mao
  - Cao Li (曹禮), duca di Qin (dal 221), principe di Jingzhao (dal 222), principe Ai di Yuancheng (dal 225)
  - Cao Yong (曹邕), duca di Huainan (dal 221), principe di Huainan (dal 222), principe di Chen (dal 223), principe Huai di Handan (dal 225)
  - Cao Gong (曹貢), principe Dao di Qinghe (dal 222)
  - Cao Yan (曹儼), principe Ai di Guangping (dal 222)
  - Principessa Dongxiang